# Colletes schmidi
Colletes schmidi är en biart som beskrevs av Noskiewicz 1962. Colletes schmidi ingår i släktet sidenbin, och familjen korttungebin. Inga underarter finns listade i Catalogue of Life.